# Barsa

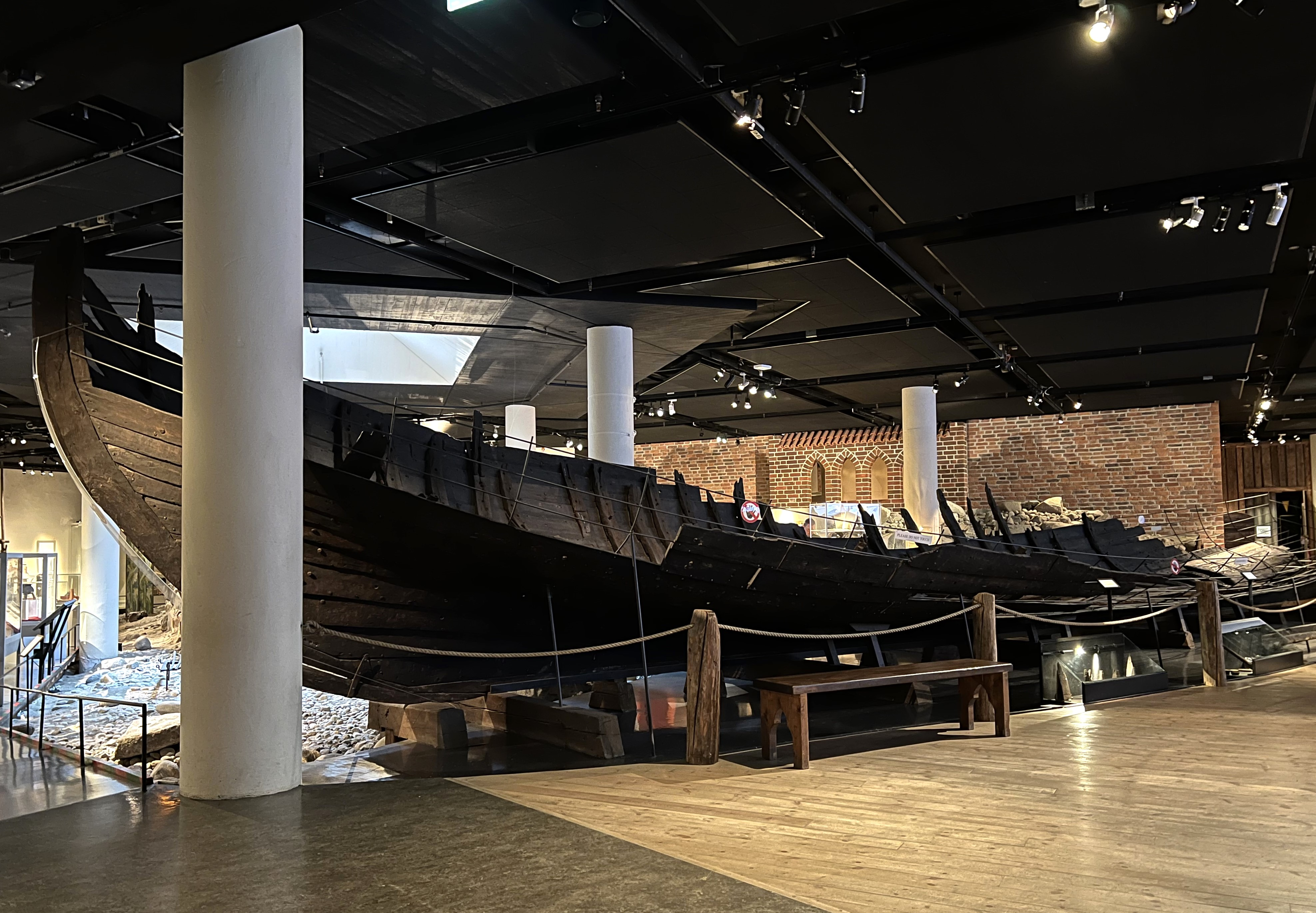
Riddarholmsskeppet från omkring 1517 i Medeltidsmuseet i Stockholm i november 2023

Barsa eller Bars (tyska:  Barse) är ett medeltida, mindre krigs- eller lastfartyg.
Redan på 1300-talet utrustade Stockholms stad fartyg för krigståg. Under 1400-talets senare del skymtar i bevarade räkenskaper och handlingar flera olika fartyg som staden ägde och som användes för stadens försvar vid de många striderna om Stockholm eller för färder med stadens delegerade till viktigare politiska överläggningar. Skeppen användes för transport av trupper som staden utrustat eller för fraktfart. På 1460-talet lät borgerskapet bygga en pråm som dels användes för vaktandet kring staden från sjösidan, dels också för fraktfart. År 1471 byggde staden en skyttebåt som inte var den första i stadens ägo.
Till unionsmötena i Kalmar och till riksrådsmötena utanför Stockholm, där stadens representanter deltog, sändes stadens barsa som då var försedd med en väl beväpnad trupp som försvar och livvakt. Vid de tillfällen då även riksföreståndaren deltog i resan tordes skeppet ha varit kraftigt bestyckat och folket väl beväpnat. Ett unionsmöte ägde rum 1473 i Kalmar då skeppet återvände från resan i livsmedelslast. Lasten beräknades vara värd 56 mark och ansvarig för den var barsans köksmästare. Vid resan till Kalmar 1474 med stadens barsa var denna bestyckad med kanoner och hade vapen och ammunition ombord. Det samma gällde också riksföreståndarens resa till Kalmar år 1476. Inför unionsmötet i Kalmar i augusti 1482 gjorde Stockholms råd en överenskommelse med en skeppare om att städsla hans skepp men staden skulle stå för besättningen. Ändå beslöt rådet i mars 1482 att låta bygga ett skepp om 40 läster som skulle vara färdigt att användas för Kalmarresan.Stadens artilleripjäser utlånades vid behov åt kronan och åt enskilda. Många privata skeppare hade också egna eldvapen. Där biskoparna höll skepp i sjön var dessa likaledes ofta utrustade med eldvapen. Stadens barsa användes dock huvudsakligen för fraktfart. Den nämns även 1489.
I juni 1505 skulle de tre nordiska rikenas råd mötas i Kalmar för att förhandla om unionen. De svenska biskoparna skulle så som andra svenska stormän och städer sända sina representanter till mötet. Riksrådet hade bestämt att skeppen på grund av hoten på Östersjön skulle använda den inre farleden från Stockholm till Kalmar. Laurens Suurpää, biskop i Åbo, sände inte sin barsa till träffen. Anledningen var att skeppet inte lämpade sig för rutten inomskärs och att han saknade styrmän som kände den inre farleden. Inte heller kunde han låta den ryska beskickning som hade kommit till Åbo på väg till Stockholm använda barsan eftersom de hade bråttom så att barsan inte kunde rustas i tid. Den var också onödigt stor för att transportera ryssarnas delegation.

## Riddarholmsskeppet
Huvudartikel: Riddarholmsskeppet

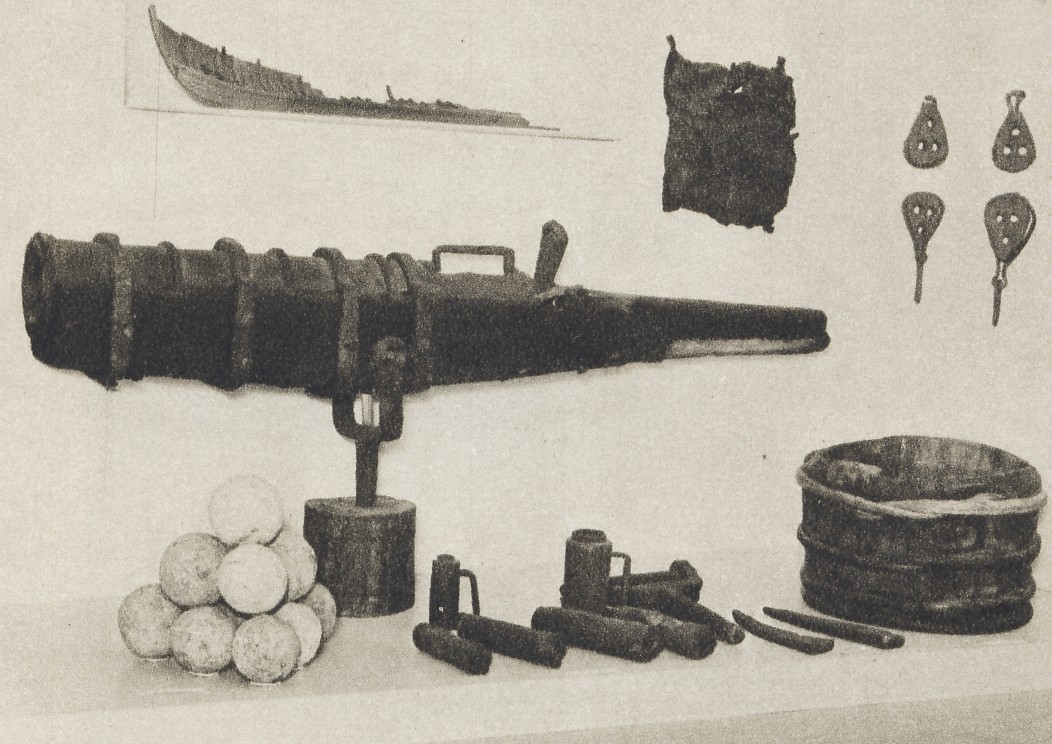
Kanon från Riddarholmsskeppet, utställd på Stockholms stadsmuseum

Riddarholmsskeppet hittades som vrak vid entreprenadarbeten i Riddarholmskanalen 1930 och grävdes ut. Det var senare utställt i monterat skick i Medeltidsmuseet på Norrbro i Stockholm fram till slutet av 2023, då museet stängdes för att ge Sveriges riksdag större lokaler.
Skeppet bedöms ha varit några och tjugo meter långt och drygt fem meter brett. Det var tremastat och försett med förkastell och akterkastell. Tre kanoner, två bakladdade kanoner, två större och en mindre, togs tillvara på vrakplatsen, samt ett flertal laddkammare. Riddarholmsskeppet byggdes omkring 1517 av virke (ek samt fur till däcket) som hämtats från trakter vid den svenska Östersjökusten.